# Deutsche Fußball-Amateurmeisterschaft 1954
Deutscher Fußball-Amateurmeister 1954 wurde der TSV Hüls. Im Finale in Gelsenkirchen siegte sie am 26. Juni 1954 mit 6:1 gegen die Spvgg. 03 Neu-Isenburg.

## Teilnehmende Mannschaften
Es nahmen 15 Amateurvertreter aus den Landesverbänden an der Vorrunde teil.
| Mannschaft             | Landesverband      |
| ---------------------- | ------------------ |
| FV Daxlanden           | Baden              |
| 1. FC Lichtenfels      | Bayern             |
| Hertha BSC             | Berlin             |
| SV Hemelingen          | Bremen             |
| TSV Uetersen           | Hamburg            |
| Spvgg. 03 Neu-Isenburg | Hessen             |
| SC Rapid Köln          | Mittelrhein        |
| VfL Benrath            | Niederrhein        |
| Eintracht Nordhorn     | Niedersachsen      |
| FC Urbar               | Rheinland          |
| Phönix Lübeck          | Schleswig-Holstein |
| SC Baden-Baden         | Südbaden           |
| SpVgg Ingelheim        | Südwest            |
| TSV Hüls               | Westfalen          |
| VfB Friedrichshafen    | Württemberg        |

## Vorrunde
Die Mannschaften wurden in drei Vierergruppen und eine Dreiergruppen eingeteilt. Nach Hin- und Rückspielen qualifizierten sich die Gruppensieger für das Halbfinale.

### Gruppe 1
| Pl. | Verein        | Sp. | S | U | N | Tore    | Diff. | Punkte |
| --- | ------------- | --- | - | - | - | ------- | ----- | ------ |
| 1.  | Phönix Lübeck | 6   | 4 | 2 | 0 | 015:120 | +3    | 10:20  |
| 2.  | TSV Uetersen  | 6   | 3 | 1 | 2 | 014:100 | +4    | 07:50  |
| 3.  | Hertha BSC    | 6   | 3 | 0 | 3 | 018:150 | +3    | 06:60  |
| 4.  | SV Hemelingen | 6   | 0 | 1 | 5 | 006:180 | −12   | 01:11  |

### Gruppe 2
| Pl. | Verein             | Sp. | S | U | N | Tore    | Diff. | Punkte |
| --- | ------------------ | --- | - | - | - | ------- | ----- | ------ |
| 1.  | TSV Hüls           | 6   | 4 | 1 | 1 | 018:800 | +10   | 09:30  |
| 2.  | Eintracht Nordhorn | 6   | 4 | 0 | 2 | 016:110 | +5    | 08:40  |
| 3.  | VfL Benrath        | 6   | 2 | 1 | 3 | 010:100 | ±0    | 05:70  |
| 4.  | SC Rapid Köln      | 6   | 1 | 0 | 5 | 006:210 | −15   | 02:10  |

### Gruppe 3
| Pl. | Verein                 | Sp. | S | U | N | Tore    | Diff. | Punkte |
| --- | ---------------------- | --- | - | - | - | ------- | ----- | ------ |
| 1.  | Spvgg. 03 Neu-Isenburg | 4   | 2 | 1 | 1 | 008:500 | +3    | 05:30  |
| 2.  | SpVgg Ingelheim        | 4   | 2 | 1 | 1 | 012:600 | +6    | 05:30  |
| 3.  | FC Urbar               | 4   | 1 | 0 | 3 | 004:130 | −9    | 02:60  |

Neu-Isenburg konnte sich im Entscheidungsspiel mit 2:0 gegen Ingelheim durchsetzen.

### Gruppe 4
| Pl. | Verein              | Sp. | S | U | N | Tore    | Diff. | Punkte |
| --- | ------------------- | --- | - | - | - | ------- | ----- | ------ |
| 1.  | VfB Friedrichshafen | 6   | 3 | 2 | 1 | 007:300 | +4    | 08:40  |
| 2.  | SC Baden-Baden      | 6   | 2 | 3 | 1 | 006:500 | +1    | 07:50  |
| 3.  | FV Daxlanden        | 6   | 2 | 1 | 3 | 005:900 | −4    | 05:70  |
| 4.  | 1. FC Lichtenfels   | 6   | 1 | 2 | 3 | 006:700 | −1    | 04:80  |

## Halbfinale
|                        | Ergebnis  |                     |
| ---------------------- | --------- | ------------------- |
| Spvgg. 03 Neu-Isenburg | 2:2 n. V. | VfB Friedrichshafen |
| TSV Hüls               | 2:0       | Phönix Lübeck       |

### Wiederholungsspiel
|                        | Ergebnis  |                     |
| ---------------------- | --------- | ------------------- |
| Spvgg. 03 Neu-Isenburg | 3:2 n. V. | VfB Friedrichshafen |

## Finale
| TSV Marl-Hüls                                                | TSV Marl-Hüls | Spvgg. 03 Neu-Isenburg | Spvgg. 03 Neu-Isenburg |
| ------------------------------------------------------------ | --- | --- | ---------------------- |
| TSV Marl-Hüls                                                | \| Samstag, 26. Juni 1954 in Gelsenkirchen (Glückauf-Kampfbahn) \| \| Ergebnis: 6:1 (4:1) \| \| Zuschauer: 15.000 \| \| Schiedsrichter: Albert Eberle (Stuttgart) \|              | \| Samstag, 26. Juni 1954 in Gelsenkirchen (Glückauf-Kampfbahn) \| \| Ergebnis: 6:1 (4:1) \| \| Zuschauer: 15.000 \| \| Schiedsrichter: Albert Eberle (Stuttgart) \|         | Spvgg. 03 Neu-Isenburg |
| TSV Marl-Hüls                                                | Heinz Korpjuhn – Heinz Sewina, Erwin Sottek, Willi Finn, Berger, Gerd Schweinsberg, Rudi Matheus, Manfred Wollenberg, Rudi Pawlinka, Zawieracz, Gerigk Cheftrainer: Heinz Werlein | Willi Wehner – Bast, Hartmann, Kurt Respa, Karlheinz Kundermann, Herbert Krapf, Scherlitz, Friedel Kabatzki, Walter Müller, Jacob, Rudolf Motsch Cheftrainer: Erwin Schädler | Spvgg. 03 Neu-Isenburg |
| TSV Marl-Hüls                                                | 1:0 Schweinsberg (7.) 2:0 Wollenberg (19.) 3:0 Wollensberg (27.) 4:1 Schweinsberg (39.) 5:1 Zawieracz (52.) 6:1 Schweinsberg (90.)                                                | 3:1 Müller (29.) | Spvgg. 03 Neu-Isenburg |
| Samstag, 26. Juni 1954 in Gelsenkirchen (Glückauf-Kampfbahn) | | |                        |
| Ergebnis: 6:1 (4:1)                                          | | |                        |
| Zuschauer: 15.000                                            | | |                        |
| Schiedsrichter: Albert Eberle (Stuttgart)                    | | |                        |